# Округ Логан (Небраска)
Округ Логан (енгл. Logan County) је округ у америчкој савезној држави Небраска.

## Демографија
По попису из 2010. године број становника је 763, што је 11 (-1,4%) становника мање него 2000. године.
| Група             | 2000.       | 2010.       |
| Белци             | 756 (97,7%) | 739 (96,9%) |
| Афроамериканци    | 1 (0,1%)    | 1 (0,1%)    |
| Азијати           | 0 (0,0%)    | 1 (0,1%)    |
| Хиспаноамериканци | 7 (0,9%)    | 13 (1,7%)   |
| Укупно            | 774         | 763         |